# Лејк Хјуз (Калифорнија)
Лејк Хјуз (енгл. Lake Hughes) насељено је место без административног статуса у америчкој савезној држави Калифорнија.

## Демографија
По попису из 2010. године број становника је 649.
| Група             | 2000.    | 2010.       |
| Белци             | 0 (0,0%) | 503 (77,5%) |
| Афроамериканци    | 0 (0,0%) | 19 (2,9%)   |
| Азијати           | 0 (0,0%) | 5 (0,8%)    |
| Хиспаноамериканци | 0 (0,0%) | 104 (16,0%) |
| Укупно            | 0        | 649         |